# Alaídes Puppin Ruschel
Alaídes Puppin Ruschel (Alfredo Chaves, 12 de dezembro de 1931 – Piracicaba, 22 de fevereiro de 2021) foi uma engenheira agrônoma, pesquisadora, professora universitária e artista plástica brasileira. 
Formada pela antiga Escola Nacional de Agronomia, hoje integrada à Universidade Federal Rural do Rio de Janeiro, Alaídes foi docente e pesquisadora por 38 anos na Escola Superior de Agricultura Luiz de Queiroz, da Universidade de São Paulo e na Embrapa, tendo estudado e lecionado sobre fixação biológica do nitrogênio. Foi orientadora de Mariângela Hungria da Cunha.
Com sua aposentadoria, dedicou-se às artes plásticas, principalmente a escultura.

## Biografia
Alaídes nasceu em 1931, no distrito de Araguaia, pertencente ao município de Alfredo Chaves, no estado do Espírito Santo. Era filha de Santos Puppin Neto e Emília Bressan Puppin, e tinha mais dois irmãos, Luiz e Edson. Seu pai era agricultor, mas a crise do café derrubou os negócios da família, o que o levou a trabalhar em Cachoeiro de Itapemirim onde passou a ser vendedor de títulos de capitalização, profissão que o levou a morar também em Itajubá, no sul de Minas Gerais.
Alaídes fez o antigo primário em Cachoeiro do Itapemirim, no Grupo Escolar Graça Guardia, enquanto o antigo ginásio e o científico foram feitos em Itajubá. A família era simples, com poucas posses, mas o pai incentivava os filhos a estudar. Alaídes conheceu o curso de agronomia por influência de uma amiga, que foi levada pelo pai até a Escola Nacional de Agronomia.
Prestando o vestibular em 1951, Alaídes se formou como engenheira agrônoma pela Escola Nacional de Agronomia em 1955. Era uma das três mulheres em meio a 55 homens na turma de agronomia daquele ano. As mulheres tinham que dormir em um dormitório construído no mesmo ano, fora da escola, enquanto os homens dormia nos alojamentos antigos. Para ir às aulas, elas precisavam pegar carona todos os dias pela manhã.
Ao se formar em 1955, Alaídes foi trabalhar no Ministério da Agricultura, onde existia o Instituto de Ecologia. Trabalhando com microbiologia do solo, trabalhou com Johanna Döbereiner, que trouxera todas as práticas feitas em laboratório na época. Alaídes trabalhou por 38 anos como agrônoma, tendo trabalhado na Embrapa, de onde se aposentou em 1994. Foi também professora na Escola Superior de Agricultura Luiz de Queiroz, em Piracicaba.

## Arte
Seu pseudônimo artístico era Alayde. Seu interesse pela arte começou por influência de uma freira, Irmã Letícia, formada em arte no Vaticano, que Alaídes conheceu em Goiânia. Concomitante com sua carreira de pesquisadora e agrônoma, Alaídes fez cursos sobre história da arte, desenho e criatividade com Vera Grinberg, Egas Francisco, Ennio Angelo Bertoncini e Vera Pavanelli, além de ter estagiado no ateliê de Luiz Olinto, em Goiânia.
Trabalhando com argila desde seus tempos de graduação, Alaídes passou a se dedicar integralmente à arte com sua aposentadoria da ESALQ depois de 38 anos dedicados ao ensino e à pesquisa. Passou a elaborar obras em terracota e finalmente transformando-as em esculturas em bronze, alumínio e resina, às vezes usando os materiais ao mesmo tempo.
Participou do 52º e 54º Salão Paulista de Belas Artes, recebendo menção honrosa e uma medalha de bronze. Participou do Salão de Arte Contemporânea de Roma, onde participou do prêmio Primavera em Roma e na Mostra Italia-Brasile, em Palombara Sabina. É a criadora do Troféu Fundiarte, outorgado anualmente pela Associação Piracicabana de Artes Plásticas e fundou o Espaço Arte 3, em Caraguatatuba, onde, na época do verão, organizava exposições de artistas jovens e de renome nacional e internacional.
Entre suas obras expostas em espaços públicos destacam-se o Monumento ao Semeador, no Parque da Embrapa, em Goiânia, e dois painéis em terracota, Mãe e Beija-Flor e Fundo do Mar, no condomínio Solarium, em Caraguatatuba. Obras suas estão em coleções particulares e oficiais em Portugal, Itália, Austrália, Canadá, Estados Unidos e, no Brasil, nos Acervos do Museu Luiz de Queiroz e no Museu de Arte do Parlamento de São Paulo.

## Morte
Alaídes morreu em 22 de fevereiro de 2021, em Piracicaba, aos 89 anos. Era viúva de Renato Ruschel, pesquisador da Embrapa, e deixou quatro filhos e vários netos. Ela foi sepultada no Cemitério Parque da Ressurreição.

## Prêmios

### No Brasil
- Menção Honrosa em 1996 (I Salão de Terracota, Vidro e Porcelana, Sto Amaro, SP), 1999 (VII SINDICON-ARTE, Campinas), 2001 (Salão Paulista de Belas Artes, São Paulo, SP);
- Medalha de bronze em 1995 (IV Mostra de Art. Plást. ACD de Piracicaba, SP); 1997 (II Salão de Terracota Vidro e Porcelana de Sto. Amaro, SP); 2003 (Salão Paulista de Belas Artes, São Paulo, SP);
- Medalha de Prata: 1997 e 1998 (Mostra Almeida Junior, Piracicaba, SP);
- Grande Medalha de Ouro 2001 (XV Mostra Almeida Junior, Piracicaba, SP), 2003 na Exposição “Prêmio Primavera” no Espaço Cultural InCor, com a Galeria Spazio Surreale, São Paulo.

### No exterior
- 1º Prêmio na Categoria de Escultura 2002 ( IV Bienal de Arte Contemporânea de Roma, Itália): “Arts Tertium Millennium”, Sale de Bramante, Roma, Itália;
- 4º Prêmio na Cat. de Escultura 2004 na V Biennale D!Arte Internazionale “Arts Tertium Millennium”.